# MLS Cup 2006

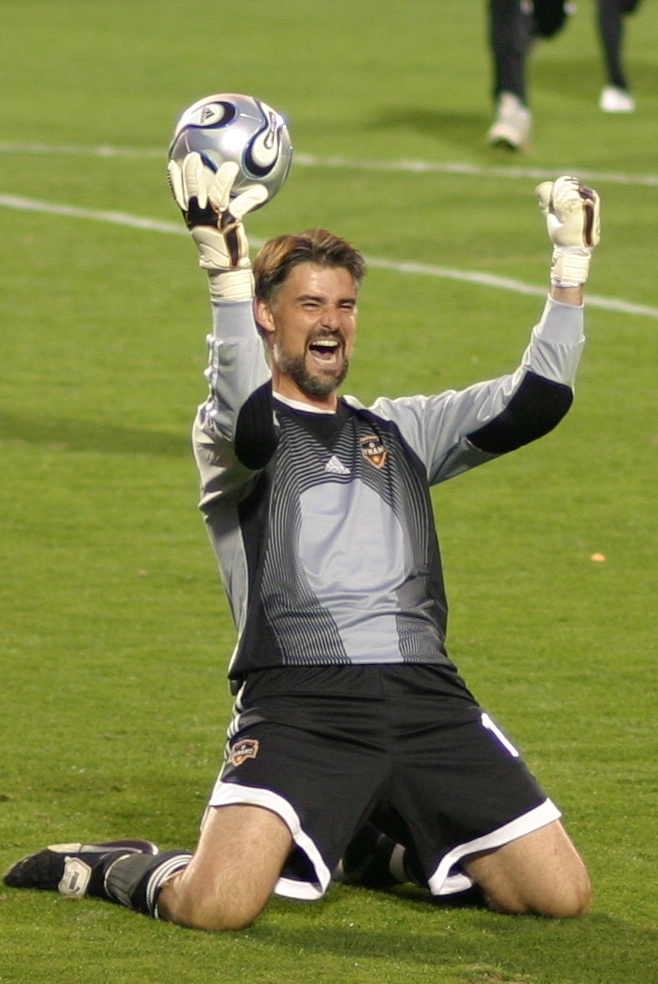
Pat Onstad uit zijn vreugde over het winnen van de MLS Cup 2006

De MLS Cup 2006 was de voetbalkampioenschapswedstrijd van het MLS seizoen 2006. Deze wedstrijd werd gespeeld op 12 november 2006 en stond onder leiding van scheidsrechter Jair Marrufo. Houston Dynamo won voor de eerste keer de MLS Cup door New England Revolution na strafschoppen te verslaan.

## Stadion
Het Pizza Hut Park, de thuishaven van FC Dallas, heeft de MLS Cup 2006 georganiseerd, dit was de tweede keer dat het stadion werd gebruikt voor de finale van de MLS.